# Synallaxe couronné
Leptasthenura pileata
Espèce
Statut de conservation UICN

 LC  : Préoccupation mineure
Le Synallaxe couronné (Leptasthenura pileata), aussi appelé Fournier du Pérou ou Synallaxe du Pérou est une espèce de passereaux de la famille des Furnariidae. Il a été décrit par Philip Lutley Sclater en 1881.

## Répartition
Le Synallaxe couronné est endémique du Pérou.

## Sous-espèces
- Leptasthenura pileata pileata
- Leptasthenura pileata latistriata
- Leptasthenura pileata cajabambae.